# Timm Sharp
Timm Sharp (Fargo (North Dakota), 1978) is een Amerikaans acteur.

## Biografie
Sharp doorliep de high school aan de Trollwood Performing Arts School in zijn geboorteplaats Fargo (North Dakota), hierna verhuisde hij naar New York waar hij het acteren leerde aan de American Academy of Dramatic Arts.
Sharp begon in 2000 met acteren in de televisieserie Spin City, waarna hij nog meerdere rollen speelde in televisieseries en films. Hij is vooral bekend van zijn rol als Doug von Stuessen in de televisieserie 'Til Death waar hij in 31 afleveringen speelde (2007-2010).

## Filmografie

### Films
Uitgezonderd korte films
- 2021 Queenpins - als wapenhandelaar
- 2021 Together Together - als Jacob
- 2020 The Ride - als Brian
- 2019 Good Posture - als George
- 2018 The New Romantic - als Ian Brooks
- 2017 Channel Zero - als Tom
- 2017 Handsome: A Netflix Mystery Movie - als Lloyd Vanderwheel
- 2016 The Energy Specialist - als Curran
- 2016 Rainbow Time - als Todd
- 2015 The Breakup Girl - als Tim
- 2015 The Dramatics: A Comedy - als Jim
- 2014 Mizz Miraculous - als Del
- 2014 Alex of Venice - als Josh
- 2013 Beneath the Harvest Sky - als lastig persoon
- 2010 Camera Obscura - als Chad
- 2009 Stuntmen - als Bill Taylor
- 2009 Imagine That - als Tod
- 2008 1% - als Scratch
- 2007 I'm in Hell - als visser
- 2007 After Sex - als Neil
- 2006 Friends with Money - als Richard
- 2005 Fun with Dick and Jane - als assistent van Jack
- 2005 Kicking & Screaming - als werknemer in slagerij
- 2005 Aurora Borealis - als Hacksetter
- 2005 Americano - als Ryan
- 2005 Early Bird - als Ethan Summers
- 2004 Weekends - als Greg Brown
- 2003 King of the Ants - als George
- 2002 Stark Raving Mad - als Rikki Simms

### Televisieseries
Uitgezonderd eenmalige gastoptredens. 
- 2024 Apples Never Fall - als Monty Fortino - 4 afl.
- 2023-2024 Percy Jackson and the Olympians - als Gabe Ugliano - 4 afl.
- 2023 Based on a True Story - als Richard - 3 afl.
- 2022 The Mighty Ducks: Game Changers - als coach Toby - 5 afl.
- 2021 On the Verge - als William - 12 afl.
- 2019-2020 Briarpatch - als Harold Snow - 5 afl.
- 2018 Casual - als John - 5 afl.
- 2017 One Mississippi - als Jack Hoffman - 4 afl.
- 2017 Threadbare - als Liam
- 2015-2016 Blunt Talk - als Jim - 20 afl.
- 2014 Hot in Cleveland - als Zed - 2 afl.
- 2014 Revolution - als Gould - 2 afl.
- 2011-2013 Enlightened - als Dougie Daniels - 15 afl.
- 2007-2010 'Til Death - als Doug von Stuessen - 31 afl.
- 2001-2003 Undeclared - als Marshall Nesbitt - 17 afl.
- 2001-2002 Six Feet Under - als Andy - 4 afl.

- Bibliothèque nationale de France: cb14567541g (data)
- Gemeinsame Normdatei: 140807330
- International Standard Name Identifier: 0000 0001 0863 5498
- Library of Congress Control Number: no2006079509
- Virtual International Authority File: 2713541
- WorldCat: E39PBJdWKVCHM9hTWMPK6FY3wC